# Werenoi
Werenoi (pronunciado: [weʁənwa]; Melun, Sena y Marne, 30 de enero de 1994 - París, 17 de mayo de 2025), nombre artístico de Jérémy Bana Owona, fue un rapero y cantante francés originario de Montreuil con ascendencia camerunesa.

## Biografía
En mayo de 2023, fue nombrado «Revelación Masculina del Año» en la ceremonia de Les Flammes. Tuvo el disco más vendido en Francia en 2023 y también en 2024. En mayo de 2024, su álbum Carré recibió el premio «Álbum de rap del año» en la ceremonia de Les Flammes.
No daba muchas informaciones personales a su publico, y fue de la misma familia que el rapero Zequin.
En junio de 2025, una joven que se presentó como compañera de Werenoi denunció a su productor. Posteriormente, se abrió una investigación judicial por robo con agravantes y extorsión. La joven acusó a Babiry Sacko, "Babs", productor de Werenoi, de agredirla en un bar de narguile, pocos días después de la muerte del rapero, para exigirle una cuantiosa suma de dinero, entre uno y dos millones de euros.
El 24 de junio de 2025, el productor y el entorno de Werenoi reclamaron 1 millón de euros que tenía el viudo de Werenoi.
Werenoi tenía previsto actuar en Les Ardentes en Bélgica el 7 de julio de 2025.